# 绅士街 (维也纳)
绅士街 (Herrengasse)是维也纳的一条街道，位于第一区內城區。

## 历史

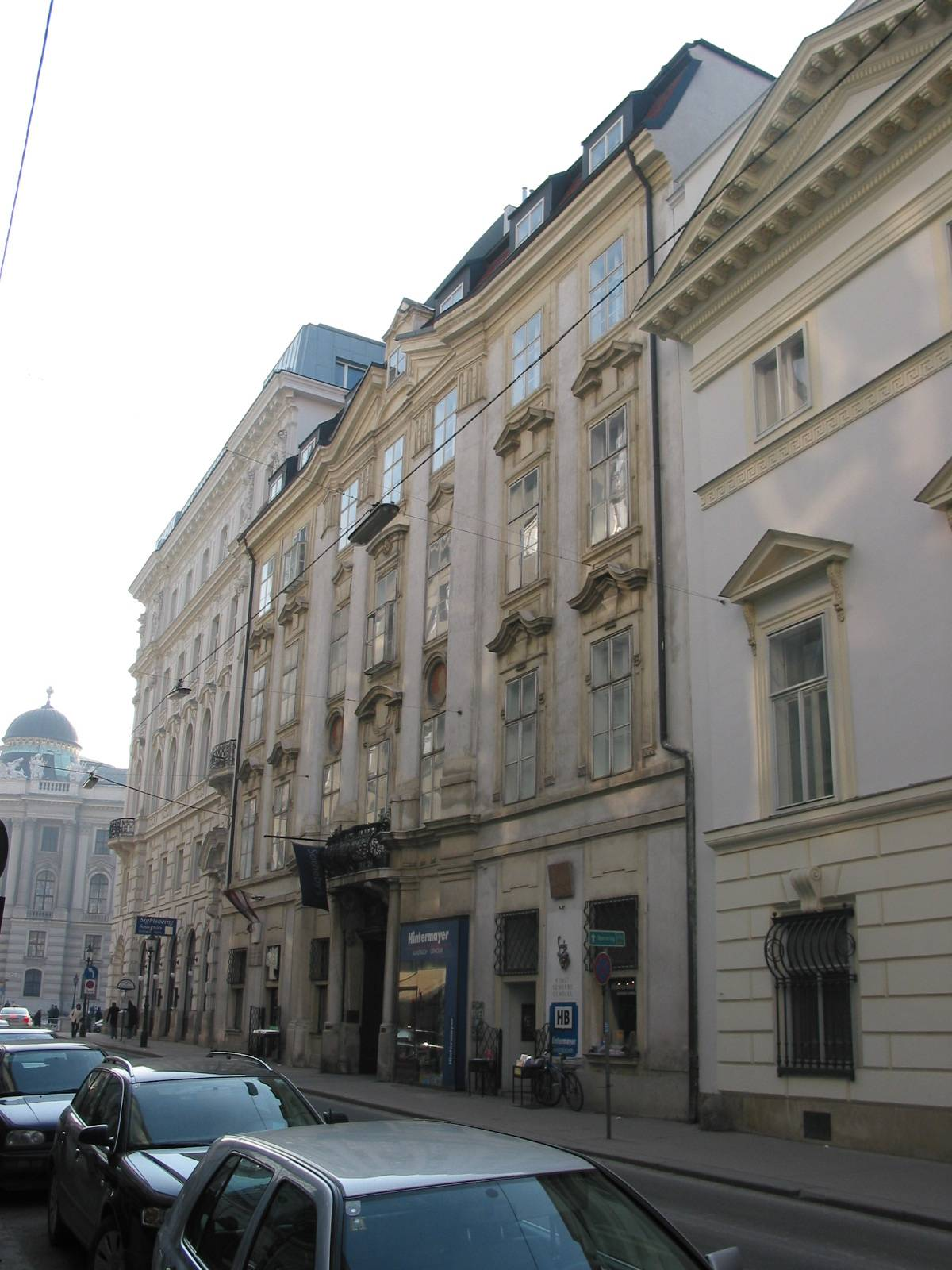
绅士街5号，维尔泽克宫

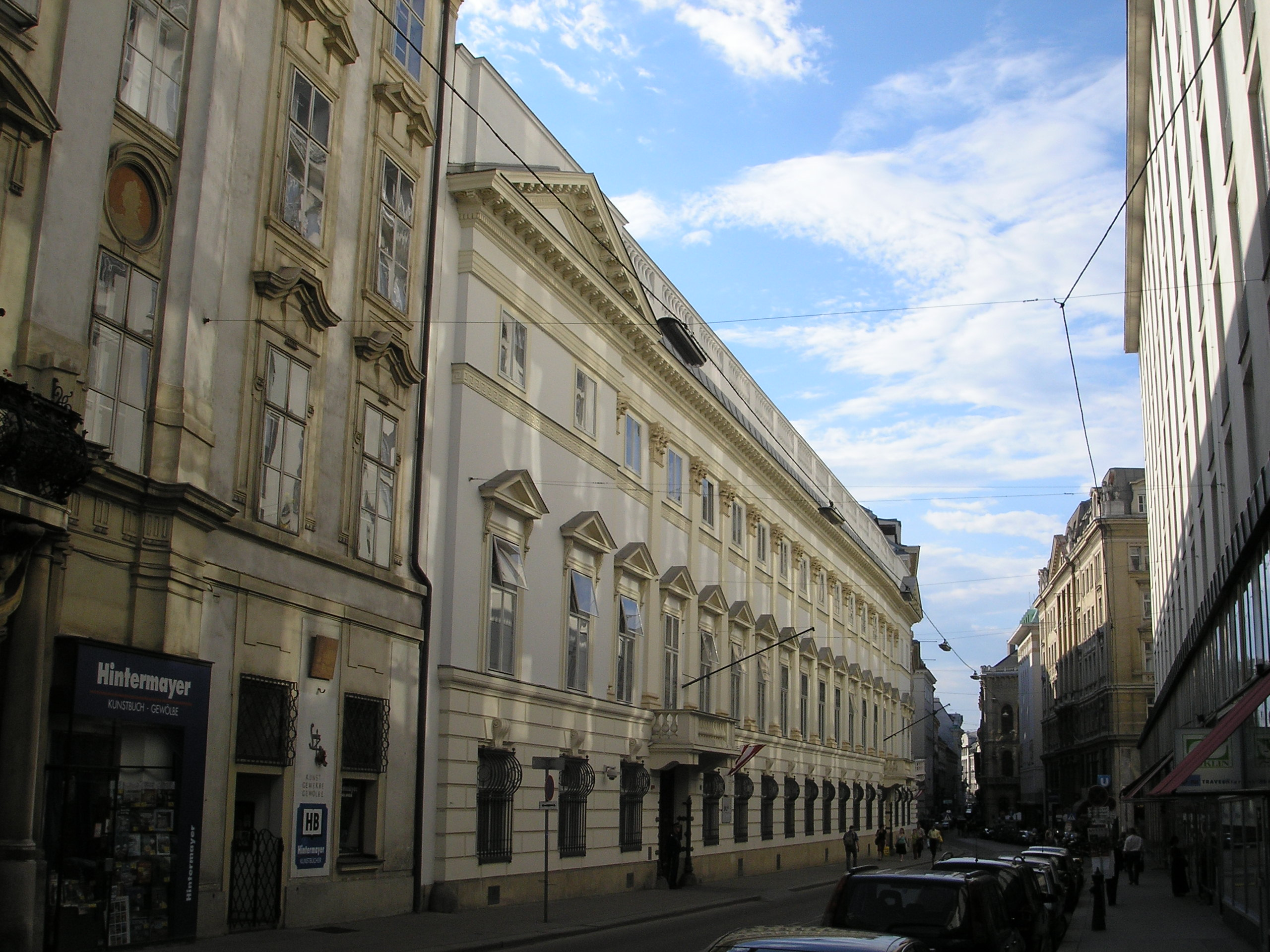
绅士街7号，摩德纳宫

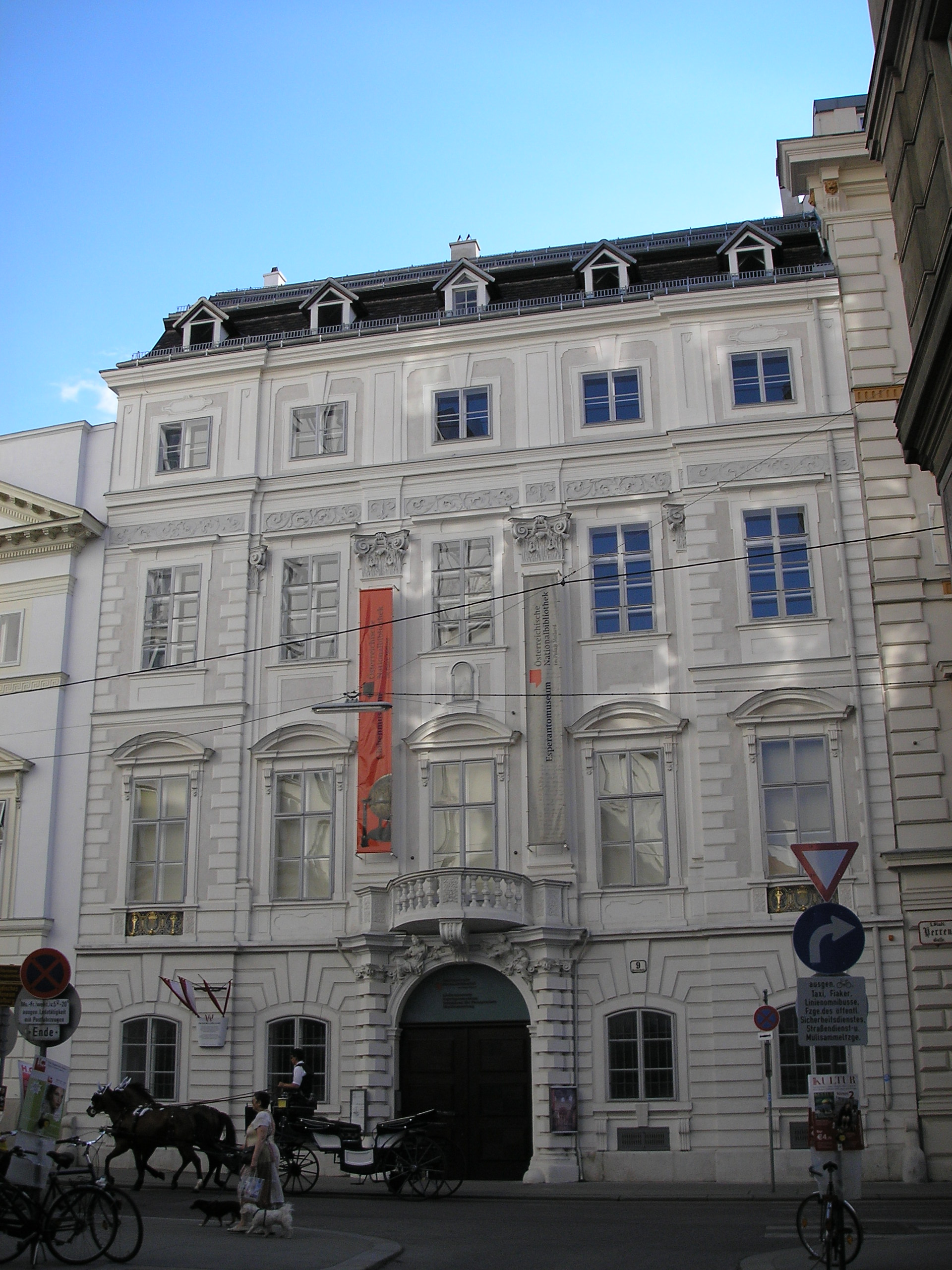
绅士街9号，莫拉爾-克拉里宮

这条街在古罗马时期已经存在，作为Limes公路系统的一部分。这条街第一次见于文献记载是在1216年。这条街介于弗赖永广场（Freyung）和Lobkowitz广场之间的一段在中世纪称为“高街”（Hochstraße）。
维也纳后开始成为帝国首都之后，贵族们越来越多地迁移到城市，接近哈布斯堡君主的居住地霍夫堡皇宫。1513年，下奥地利州议会设于下奥地利宫（Palais Niederösterreich）后，这条街改名为绅士街。

## 宫殿
典型的贵族宫殿布局，是一个临街的入口，有时布置一个郁郁葱葱的花园。有些宫殿在不同的街道有多个出入口。绅士街几乎完全是贵族的宫殿，但其中有些宫殿在某个时候消失了。一座列支敦士登宫殿，位于绅士街8号，设有著名的贝森朵夫-音乐厅（Bösendorfer-Konzertsaal），一座音乐厅兴建于1872年。著名艺术家如李斯特、安东·鲁宾斯坦、约瑟夫·黑尔梅斯伯格和汉斯·冯·彪罗在此表演。这座宫殿在1913年被拆除，代之以一座现代的高层建筑。 
1918年奥匈帝国解体以后，以及1945年第二次世界大战结束时，由于保养成本上升，许多贵族家庭不得不放弃自己的城市住宅。许多这些建筑要么出租或出售用作办公室和博物馆，或由政府购买用于各部办公。绅士街已不能够保留其原有的外观和相对排外。建筑样式包括文艺复兴、巴洛克和新巴洛克。 
仍然存在的宫殿有：
- 赫柏斯坦宫（Palais Herberstein，建于1897年，绅士街1-3号）
- 维尔泽克宫（Palais Wilczek，1737年，绅士街5号）
- 摩德纳宫（Palais Modena，今内政部，1811, 绅士街7号)
- 莫拉爾-克拉里宫 (1689, 绅士街9号)
- 下奥地利宫（Palais Niederösterreich，1839-1848年，绅士街13号）
- 费尔斯特宫（Palais Ferstel，前奥匈银行，Österreichisch-ungarische Bank，1856-1860,绅士街14号，另一入口在弗赖永广场2号）
- 巴塔尼宫（Palais Batthyány，1716,绅士街19号）
- 特拉特曼斯多夫宫（Palais Trauttmannsdorff，1834-1838,绅士街21号）
- 波齐亚宫（Palais Porcia）(1546,绅士街23号)

在毗邻绅士街的弗赖永广场，那里有更多的贵族宫殿。其他贵族宫殿可以在方济住院会广场（Minoritenplatz）看到。